# Airborne Express
Airborne Express era uma companhia aérea cargueira com sede em Ohio, Estados Unidos. A Airborne foi fundada como a Airborne Flower Traffic Association of California em 1946 para transportar flores do Havaí para o continente americano. A Airborne Express Inc. foi adquirida pela DHL em 2003.

## Frota

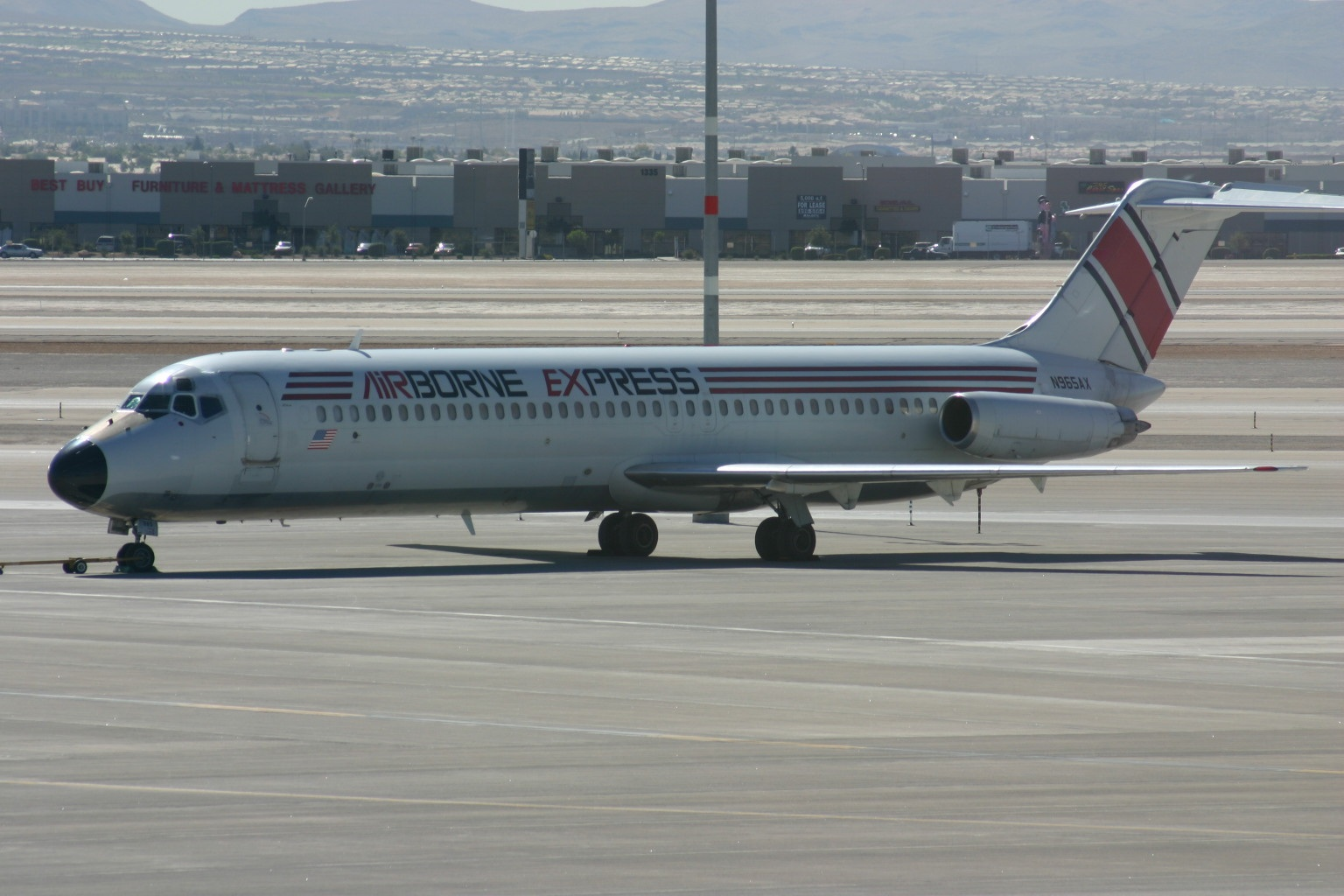
Um McDonnell Douglas DC-9 da Airborne Express

A frota da Airborne Express consistia nas seguintes aeronaves:
| Aeronaves              | Total | Notas |
| ---------------------- | ----- | ----- |
| Boeing 767-200         | 25    |       |
| Douglas DC-8           | 38    |       |
| McDonnell Douglas DC-9 | 77    |       |